# Maurell
Maurell (ur. ?, zm. ?) – hiszpański duchowny, biskup Seo de Urgel od 653 do 665 roku.